# Mabel Hilda Müller
Mabel Hilda Müller (Lomas de Zamora, 25 de febrero de 1945) es una política argentina del Partido Justicialista. Se desempeñó como senadora nacional entre 2001 y 2005, y como diputada nacional por la provincia de Buenos Aires en varios períodos (1993-1997, 1997-2001, 2005-2009 y 2011-2013).

## Biografía
Nació en 1945 en Lomas de Zamora, radicándose desde joven en Guernica. En 1962, se recibió de maestra normal nacional, siendo docente de educación primaria y de adultos.
Comenzó su militancia política en la Juventud Peronista en los años 1960, y en 1972 integró el Consejo del Partido Justicialista (PJ) del Partido de San Vicente, siendo secretaria general desde 1973. En el gobierno de la provincia de Buenos Aires, fue inspectora de educación y secretaría técnica del Tribunal de Clasificación Docente hasta 1976.
Con el retorno a la democracia en 1983, fue presidenta del PJ del Partido de San Vicente y secretaria de Gobierno y Hacienda de la municipalidad de dicho partido. En 1985 fue candidata a diputada nacional, y en 1989 fue elegida diputada provincial, cumpliendo mandato hasta 1993. Fue autora de la ley provincial 11.480 que creó el Partido de Presidente Perón.
En el ámbito partidario, fue congresal y consejera provincial del PJ entre 1993 y 2008, y congresal nacional desde 1990 hasta 2008. También ocupó la Secretaría de la Mujer (1989-2010) y la Secretaría de Ambiente del PJ de la provincia de Buenos Aires.
En las elecciones legislativas de 1993 fue elegida diputada nacional por la provincia de Buenos Aires, siendo reelecta en 1997. Fue presidenta de la comisión de Recursos Naturales y Conservación del Ambiente Humano y representante en el Parlamento Latinoamericano.
Desde 1995 formó parte del directorio del Consejo Nacional de la Mujer en representación de la Cámara de Diputados. Al año siguiente integró la delegación argentina en la segunda Conferencia de las Naciones Unidas sobre Asentamientos Humanos celebrada en Estambul (Turquía), en 1997, formó parte de la delegación argentina en la tercera Reunión de las Partes de la Convención de la Naciones Unidas sobre Cambio Climático en Kioto (Japón), y al año siguiente, también asistió a la cuarta reunión celebrada en Buenos Aires.
En las elecciones presidenciales de 1999, integró el comité de campaña de Eduardo Duhalde, y en las elecciones legislativas de 2001 fue elegida senadora nacional por la provincia de Buenos Aires, junto a Duhalde. Müller se convirtió en la primera representante femenina de la provincia en la cámara alta desde 1983. Por sorteo, le correspondió un mandato de cuatro años.
En el Senado, fue presidenta de la comisión de Ecología y Desarrollo Humano; e integró las comisiones de Relaciones Exteriores y Culto; Educación; Defensa Nacional; Seguridad Interior; Ciencia y Tecnología; Industria; Pesca, Intereses Marítimos y Portuarios; Familia y Minoridad; Interior y Justicia; Relaciones Internacionales Parlamentarias; Legislación General; y Asuntos Constitucionales. En 2002 fue designada vicepresidenta del bloque Justicialista.
Fue autora e impulsora de la Ley General del Ambiente, sancionada en 2002, y de un conjunto de leyes que integran el marco normativo ambiental argentino.
En las elecciones legislativas de 2005 fue por tercera vez electa diputada nacional, en la lista del PJ separada del Frente para la Victoria (FPV), al cual luego se incorporó en el bloque de la Cámara de Diputados. Fue vocal en las comisiones de Educación; Energía y Combustibles; y Recursos Naturales y Conservación del Ambiente Humano. También integró la delegación argentina al Parlamento del Mercosur.
En 2008 votó a favor del proyecto de Ley de Retenciones y Creación del Fondo de Redistribución Social, y al año siguiente también apoyó la Ley de Servicios de Comunicación Audiovisual.
En 2009 integró la lista de candidatos a diputados nacionales por el FPV, en el 18° lugar. Asumió en diciembre de 2011 para completar el mandato de Mariano West. En 2013 votó en contra del memorándum de entendimiento Argentina-Irán, diferenciándose del bloque del FPV. Ese mismo año, en los últimos meses de su mandato, se integró al bloque del Frente Renovador.
Está casada con Oscar Rodríguez, quien fuera intendente de Presidente Perón, legislador y subjefe de la Secretaría de Inteligencia del Estado (SIDE) durante la presidencia de Duhalde.